# Clearwater, British Columbia

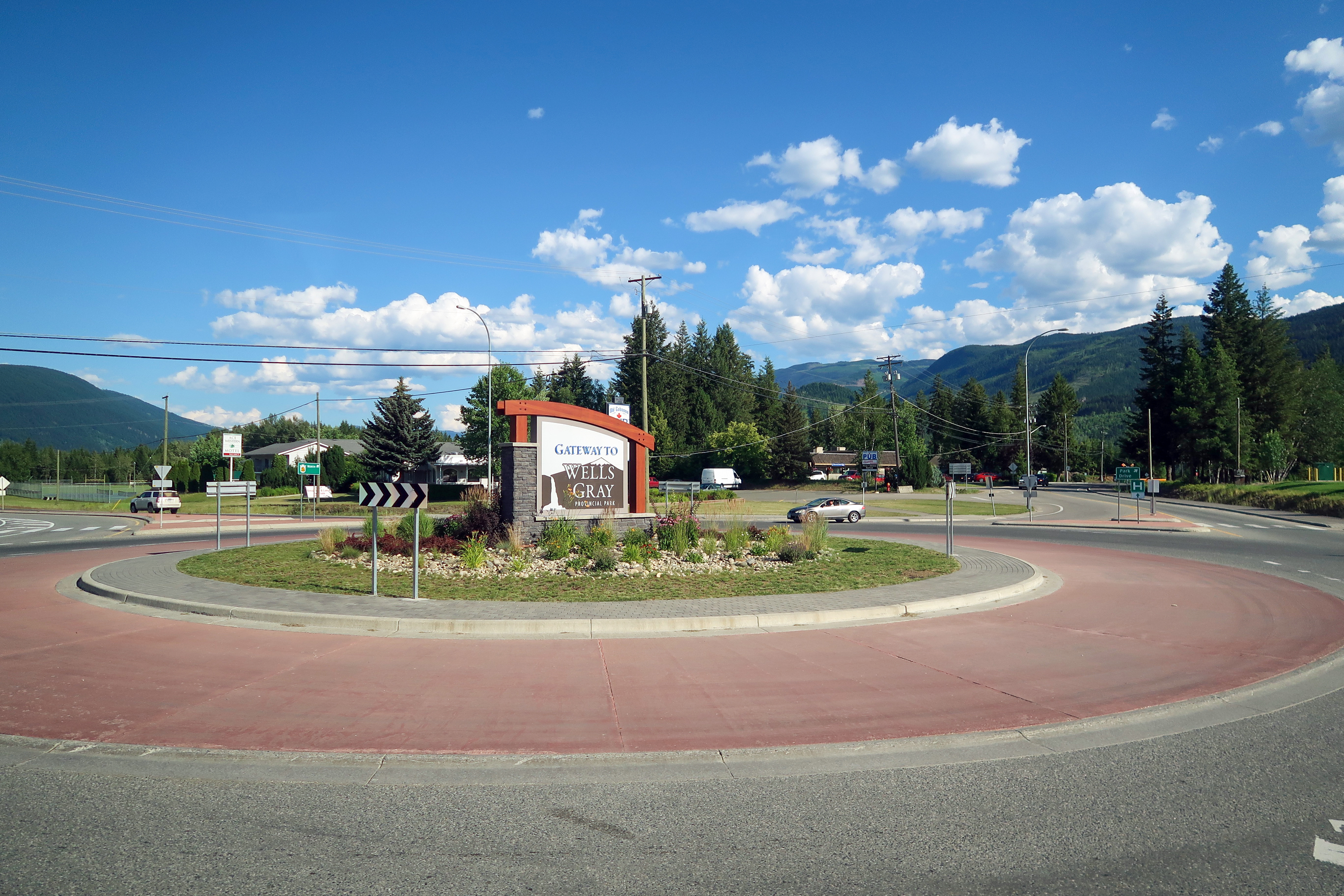
Clearwater

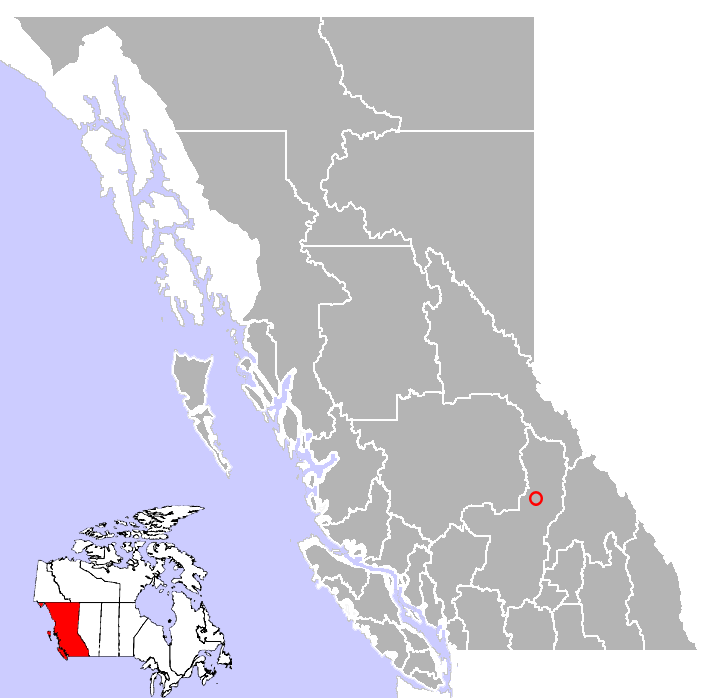
Clearwaters läge i British Columbia.

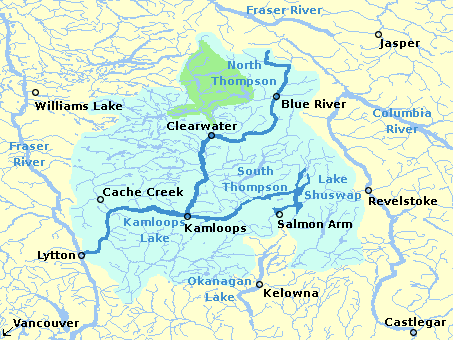
Thompson River och Clearwater

Clearwater är en småstad och distriktskommun i norra Thompson River-dalen i British Columbia i Kanada. Clearwater River rinner vid Clearwater och Clearwater Lake ligger en bit ifrån staden. Clearwater ligger i Wells Gray Provincial Park, en nationalpark med många vattenfall. Området lever främst på sin ekoturism. De 141 m höga Helmcken Falls är en populär attraktion. Clearwater är dalens största ort med sina 4 960 invånare. I Clearwater finns 2 skolor, varav en också är universitet. Staden Kamloops ligger 124 km ifrån Clearwater.